# Чудо Медеї
«Чудо Медеї» — фільм про героїню давньогрецького міфу, яка перенесена в інший час і вимір.

## Зміст
В основі сюжету фільму лежить історія жінки, ситуація й поведінка якої дуже схожа з героїнею давньогрецьких міфів Медеєю. В Ірен дві доньки і чоловік. Дізнавшись, що той їй зраджував, вона не зупиниться ні перед чим, щоб помститися йому. Заради цього вона навіть подумує вбити власних дітей. Її поведінка наштовхується на крайнє несхвалення і протидію оточуючих. Тоді вона вирішує розлучитися зі своєю родиною і почати нове життя в іншому місці.